# Tenezara
Tenezara ou Tanezera é uma comuna localizada na província de Sidi Bel Abbès, no noroeste da Argélia.